# Xenortholitha indecisa
Xenortholitha indecisa là một loài bướm đêm trong họ Geometridae.